# Dezarie
Dezarie es una cantante de reggae nacida en St.Croix (Islas Vírgenes, EE. UU.).
Comenzó a hacer música a partir de los 10 años, en la iglesia y en la escuela. Posteriormente hizo amistad con algunos DJ’s que le guiaron y ayudaron a empezar a grabar. Sus letras tiene un alto contenido religioso (Rastafarismo).
Su primer trabajo fue publicado en 2001 con el nombre de Fya, por el que recibió el premio a la mejor nueva artista de reggae (best new female reggae artist) en Atlanta, ese mismo año. Al volver a su tierra natal, colaboró de cerca con Midnite (banda de reggae también originaria de St. Croix), quienes tocaron los instrumentos para su segundo álbum, Gracious Mama Africa (2003).
En el año 2008 lanzó el disco Eaze The Pain. Vale la pena destacar que todos los álbumes que esta artista ha lanzado al mercado llevan el sello de Las Islas Vírgenes.

## Discografía
Fya (2001)
- 01. Zion
- 02. Omega
- 03. Don't Cry
- 04. Most High
- 05. Love Yourself
- 06. Flesh and Bone
- 07. Fya
- 08. All Ova
- 09. Walk Wid Me
- 10. Rebel
- 11. Jah Throne
- 12. Mind Yu Own
- 13. Sing Out
- 14. Iron Sharpen Iron
- 15. Fya Dub

Gracious Mama Africa (2003)
- 01. Gone Down
- 02. Poverty
- 03. Not one penny
- 04. Strengthen your mind
- 05. Law Fe de Outlaw
- 06. Justice
- 07. Gracious Mama Africa
- 08. Exhalt
- 09. Mother and Child
- 10. Travelers
- 11. Slew dem an done
- 12. Judgmeent come

Eaze The Pain (2008)
- 01. Hail Jah
- 02. What A Mornin
- 03. Always Remember You
- 04. Eaze The Pain (Redemption)
- 05. Real Luv
- 06. Concern
- 07. Angels
- 08. Set Da Flame
- 09. The Truth
- 10. Anotha Revolution
- 11. For The People By The People
- 12. Ras Tafari

The Fourth Book (2010)
- 01. Jah Know Better
- 02. Tryin To Be God
- 03. Ghettos Of Babylon
- 04. Everyday
- 05. Children Of the Most High
- 06. Foolin Yourself
- 07. Roots & Culture
- 08. Not Yours
- 09. Defend Right
- 10. Holy Of Holies